# Lijst van Sternophoridae
De lijst van Sternophoridae bevat alle wetenschappelijk beschreven soorten bastaardschorpioenen uit de familie Sternophoridae.

## Afrosternophorus
- Afrosternophorus Beier, 1967
  - Afrosternophorus aethiopicus (Beier, 1967)
  - Afrosternophorus anabates (Harvey, 1985)
  - Afrosternophorus araucariae (Beier, 1971)
  - Afrosternophorus cavernae (Beier, 1982)
  - Afrosternophorus ceylonicus (Beier, 1973)
  - Afrosternophorus chamberlini (Redikorzev, 1938)
  - Afrosternophorus cylindrimanus (Beier, 1951)
  - Afrosternophorus dawydoffi (Beier, 1951)
  - Afrosternophorus fallax (Harvey, 1985)
  - Afrosternophorus grayi (Beier, 1971)
  - Afrosternophorus hirsti (J.C. Chamberlin, 1932)
  - Afrosternophorus nanus (Harvey, 1985)
  - Afrosternophorus papuanus (Beier, 1975)
  - Afrosternophorus xalyx (Harvey, 1985)

## Garyops
- Garyops (Banks, 1909)
  - Garyops centralis (Beier, 1953)
  - Garyops depressus (Banks, 1909)
  - Garyops ferrisi (J.C. Chamberlin, 1932)
  - Garyops sini (J.C. Chamberlin, 1923)

## Idiogaryops
- Idiogaryops (Hoff, 1963)
  - Idiogaryops paludis (J.C. Chamberlin, 1932)
  - Idiogaryops pumilus (Hoff, 1963)